# Anadara notabilis
Anadara notabilis – gatunek morskiego, osiadłego małża z rodziny arkowatych (Arcidae).
Muszla długości 8,8 cm. Periostrakum koloru brązowego, wnętrze muszli białe. Odżywia się planktonem.
Występuje od Bermudów i Florydy po Brazylię.